# KELT-9 b
KELT-9 b est une exoplanète de type Jupiter ultra-chaud membre du système KELT-9 (aussi appelé HD 195689).
La découverte de cette planète est annoncée le 5 juin 2017.

## Taille et masse
KELT-9 b a une masse d'environ 2,88 ± 0,84 masses joviennes et un rayon de 1,891+0,061
−0,053 rayon jovien. Ce rayon est significativement supérieur à la valeur des modèles théoriques en raison de la forte inflation[Quoi ?] subie par la planète.

## Température
Du côté éclairé, sa température est de 4 600 ± 150 K, ce qui est supérieur à celle de WASP-33 b. Lors de sa découverte, le système de KELT-9 est singulier car il s'agit du système avec à la fois l'étoile et la planète les plus chaudes connues (respectivement supérieures d'environ 2 500 K et 1 000 K que le précédent système connu) dans un système abritant une géante gazeuse découverte par transit. Cette planète doit sa température à la fois à la géante bleue, qui atteint 10 000 degrés Celsius, autour de laquelle elle orbite et à la proximité de cette étoile. En dépit d'une grande taille, KELT-9b garde en effet sa distance 30 fois inférieure à celle de la Terre au Soleil (unité astronomique).

Orbite de KELT-9b, réalisée par l'artiste de NASA.

## Atmosphère
Prédite théoriquement, la présence de fer atomique est observée dans l'atmosphère de la planète par Jens Hoeijmakers et ses collaborateurs sous forme neutre et une fois ionisée. En plus du fer, du titane atomique, sous forme une fois ionisée, est aussi détecté,.
Du magnésium atomique neutre a également été détecté dans l'atmosphère de cette planète.
Une nouvelle étude, prépubliée début mai 2019 par Jens Hoeijmakers et ses collaborateurs, confirme ces détections et ajoute de nouvelles espèces chimiques à la liste. En effet, du sodium neutre ainsi que du chrome, du scandium et de l'yttrium une fois ionisés ont été détectés. Par ailleurs, bien que leur détection reste à confirmer, les données semblent indiquer la présence de calcium, chrome et cobalt neutres ainsi que celle de strontium une fois ionisé. Ainsi, en octobre 2019, Jake D. Turner et ses collaborateurs annoncent la détection de calcium ionisé dans l'atmosphère de la planète.
En avril 2023, Nicholas Borsato et ses collaborateurs confirment les détections antérieures de H I, Na I, Mg I, Ca II, Sc II, Ti II, Cr II, Fe I et Fe II, et détectent du Ca I, Cr I, Ni I, Sr II, Tb II, Ti I, V I et Ba II. Parmi ces éléments, l'existence du terbium (Tb) attire l'attention des scientifiques, car ce métal est très rare sur la Terre. Son poids atomique élevé (numéro atomique 65), l'analyse du terbium contribuerait à avancer les études, surtout sur la détermination de l'âge et l'origine de cette planète particulière.